# Vissoke (Crimea)
|  | Per a altres significats, vegeu «Vissókoie». |

Vissoke (en (ucraïnès): Високе) és un poble de la República Autònoma de Crimea a Ucraïna, que el 2014 tenia 151 habitants. Pertany al districte de Bakhtxissarai. Fins al 1945 la vila es deia Kermentxik.

## Població
Segons les dades del 2001 la composició de la població de la vila de Vissoke d'acord amb la llengua que empren és la següent:
| Llengua  | %     |
| -------- | ----- |
| Rus      | 59,41 |
| Tàtar    | 30,69 |
| Ucraïnès | 9,41  |